# Garaioa
Garaioa en basque ou Garayoa en espagnol est une ville et une municipalité de la Communauté forale de Navarre (Espagne) et à 54 km de sa capitale, Pampelune.
Elle est située dans la zone bascophone de la province où la langue basque est coofficielle avec l'espagnol. Elle se trouve dans la vallée d'Aezkoa, mérindade de Sangüesa. Le secrétaire de mairie est aussi celui de Aribe et Hiriberri-Villanueva de Aezkoa.

## Division linguistique
En accord avec Loi forale 18/1986 du 15 décembre sur le basque, la Navarre est linguistiquement divisée en trois zones. Cette municipalité fait partie de la zone bascophone où l'utilisation du basque y est majoritaire. Le basque et le castillan sont utilisés dans d'administration publique, les médias, les manifestations culturelles et en éducation cependant l'usage courant du basque y est courant et encouragé le plus souvent.

## Démographie
| Évolution démographique                                 | Évolution démographique | Évolution démographique | Évolution démographique | Évolution démographique | Évolution démographique | Évolution démographique | Évolution démographique | Évolution démographique | Évolution démographique | Évolution démographique |
| 1996                                                    | 1998                    | 1999                    | 2000                    | 2001                    | 2002                    | 2003                    | 2004                    | 2005                    | 2006                    | 2007                    |
| ------------------------------------------------------- | ----------------------- | ----------------------- | ----------------------- | ----------------------- | ----------------------- | ----------------------- | ----------------------- | ----------------------- | ----------------------- | ----------------------- |
| 126                                                     | 131                     | 134                     | 130                     | 127                     | 127                     | 130                     | 126                     | 123                     | 124                     | 122                     |
| Sources: Garaioa et instituto de estadística de navarra |                         |                         |                         |                         |                         |                         |                         |                         |                         |                         |

### Sources
- (es) Cet article est partiellement ou en totalité issu de l’article de Wikipédia en espagnol intitulé « Garayoa » (voir la liste des auteurs).